# 德意志帝國宣告成立 (畫作)

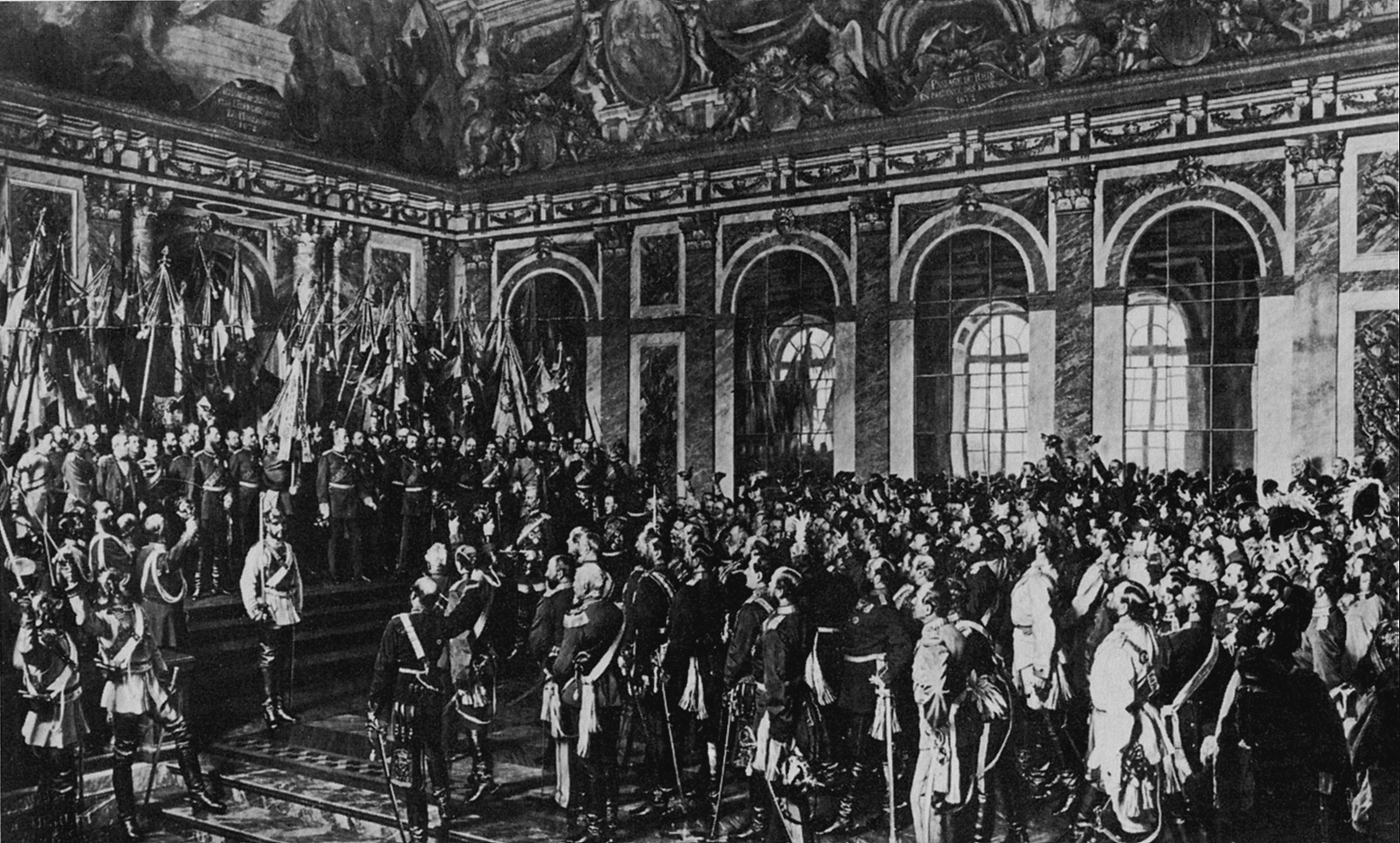
柏林宫的繪畫，於1877年3月22日揭幕。布面油畫，4.34 x 7.32m，在戰爭期間丟失。僅存為黑白照片，右邊緣縮短約40厘米

《德意志帝國宣告成立》（德語：Die Proklamierung des deutschen Kaiserreiches）是德國畫家安東·馮·維爾納的三幅歷史畫作。

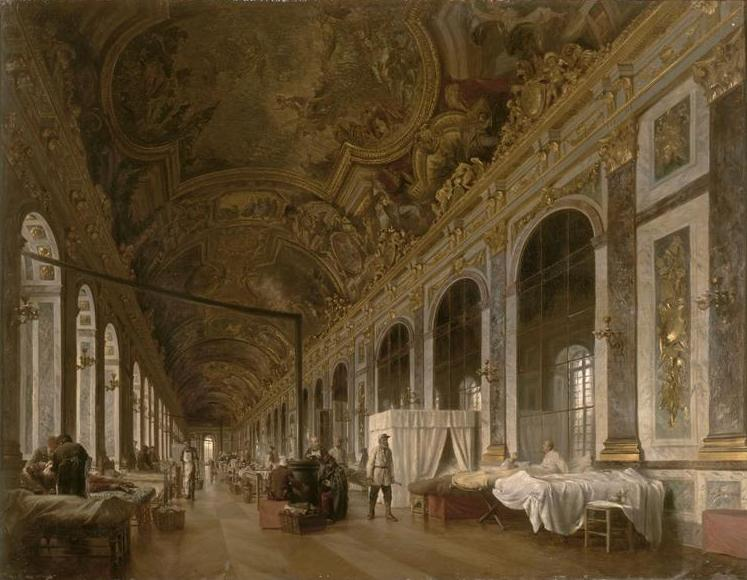
加冕仪式数日后的镜厅，普鲁士人将此用作了战地医院

1871年1月18日，安東·馮·維爾納以畫家的身份出席了在凡爾賽舉行的德意志帝國成立儀式。在接下來的幾年裡，他以更大的間隔製作了幾個版本的帝國宣告成立的畫作，其中兩個版本在柏林的醒目位置展出。只有第三個版本保存在奧托·馮·俾斯麥的最後住所腓特烈斯鲁厄，現在向公眾開放。它是《德意志帝國宣告成立》中流傳最多的。
由於三幅畫表現出強烈的差異，圖像具有很好的紀實性和歷史性意義。維爾納顯然使它們適應了他各自客戶的願望。第一幅畫中俾斯麥所穿的衣服與其他兩幅畫不符。俾斯麥在第二幅和第三幅畫中穿著他的白色閱兵服，這使他成為觀眾的焦點。事實上，他在凡爾賽宮穿的是一件藍色的槍式外套。此外，他在1884年獲得的白色制服上佩戴著功勳勳章。未參與凡爾賽告成儀式的戰爭部長阿爾布雷希特·馮·羅恩也被列入第三版。在這三幅畫作中，均由由巴登大公腓特烈一世舉手宣告新皇帝的誕生。

## 主要人物
从画作的左侧到中部，前排的人物为：
- 薩克森-科堡-哥達的恩斯特二世
- 腓特烈王子（日后的腓特烈三世）
- 德意志皇帝威廉一世
- 巴登的腓特烈一世
- 阿尔布雷希特·冯·罗恩
- 雅各布·冯·哈特曼
- 萊昂哈特·馮·布盧門塔爾
- 奥托·冯·俾斯麦
- 赫尔穆特·冯·毛奇

## 畫作細節

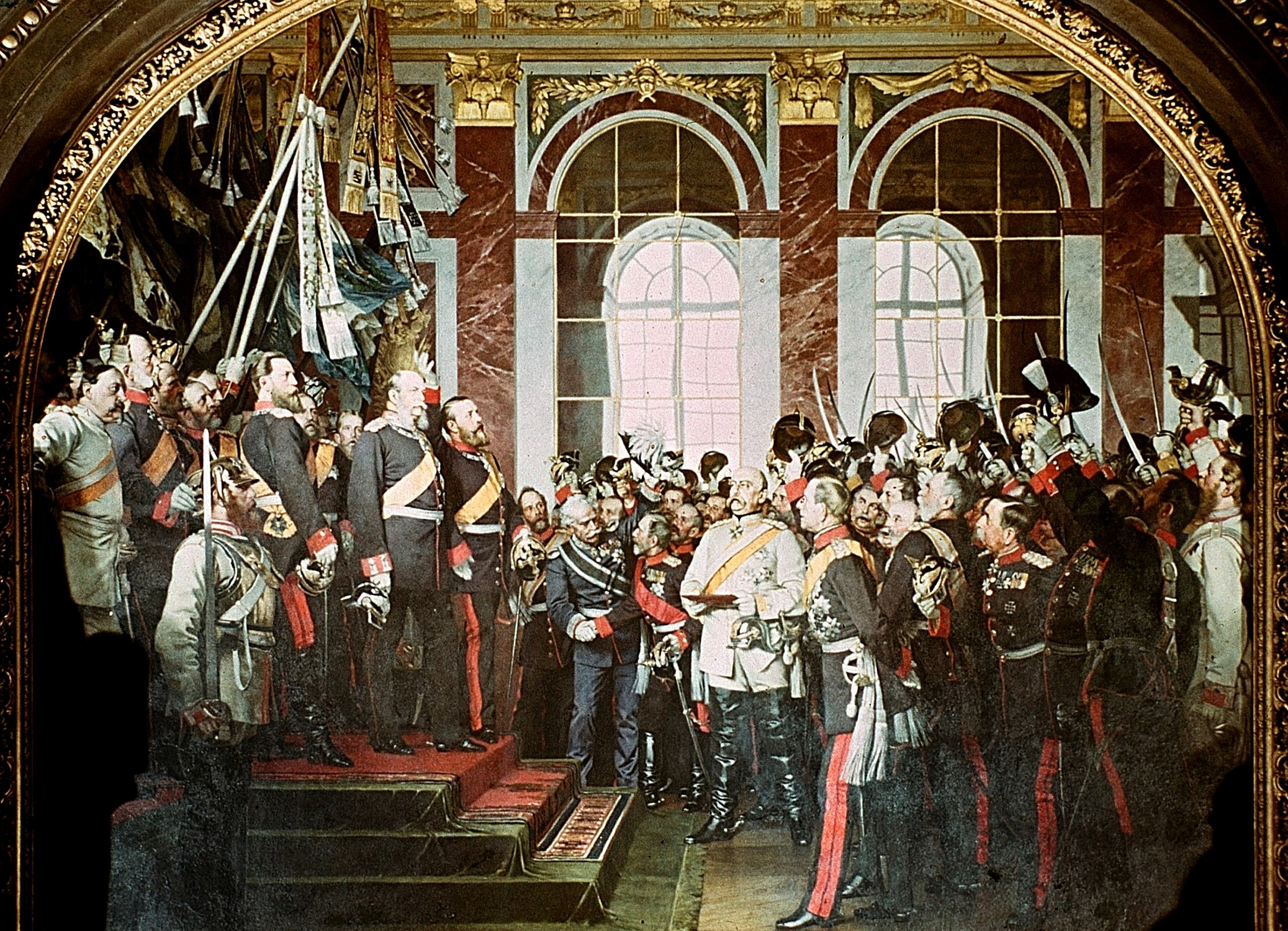
画作全部
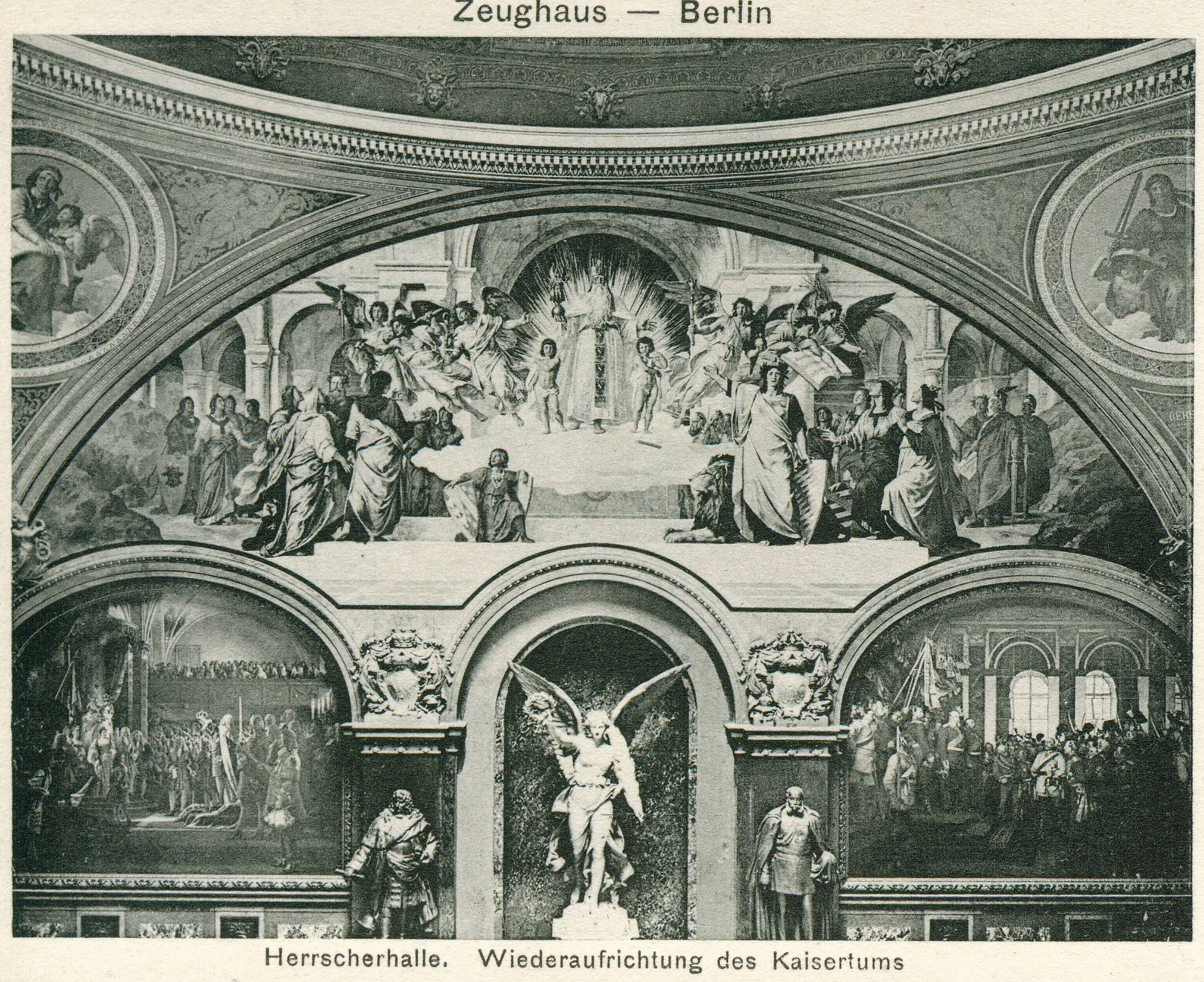
柏林军械库内的壁画，在二战中被摧毁，现已不存
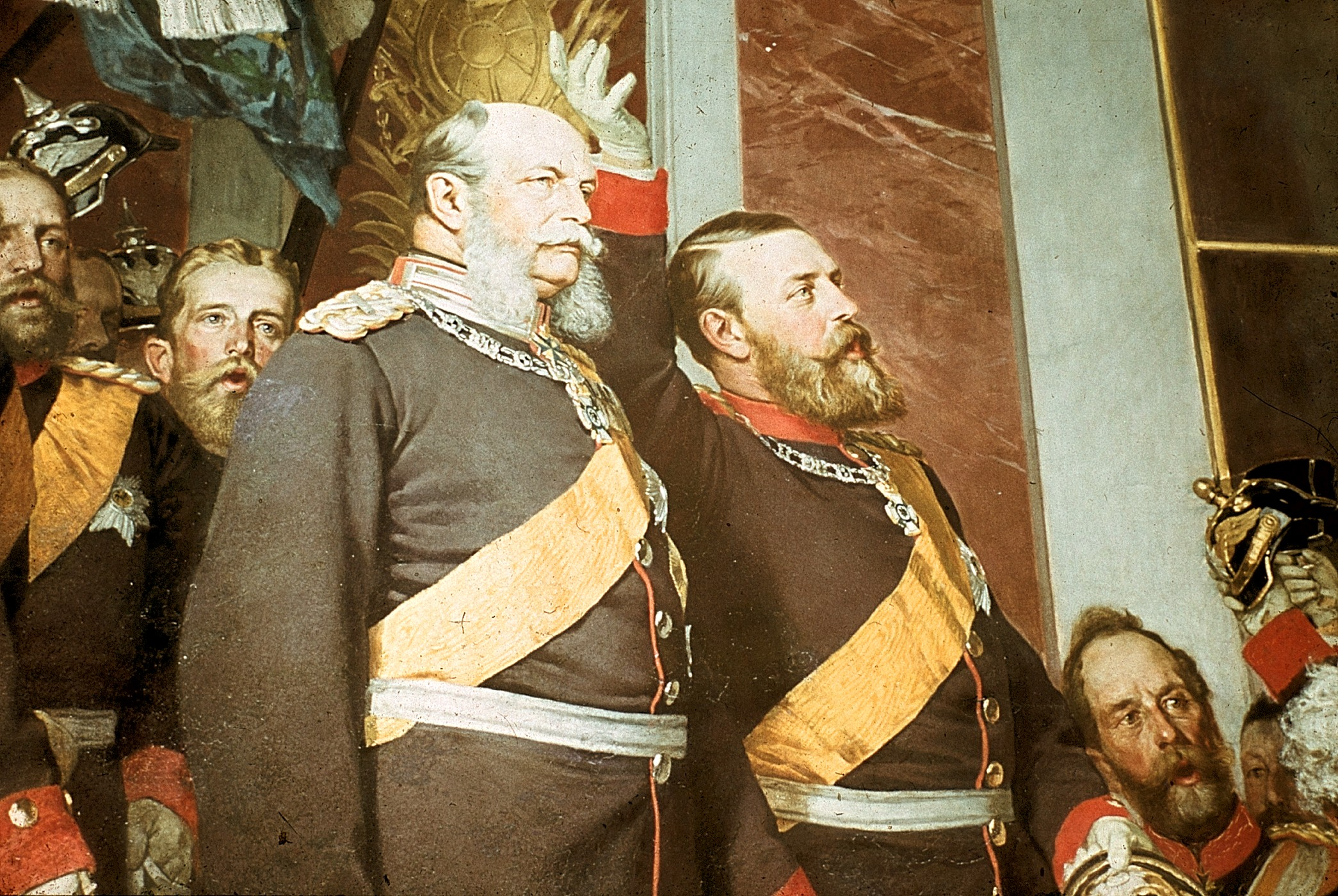
威廉一世和巴登大公
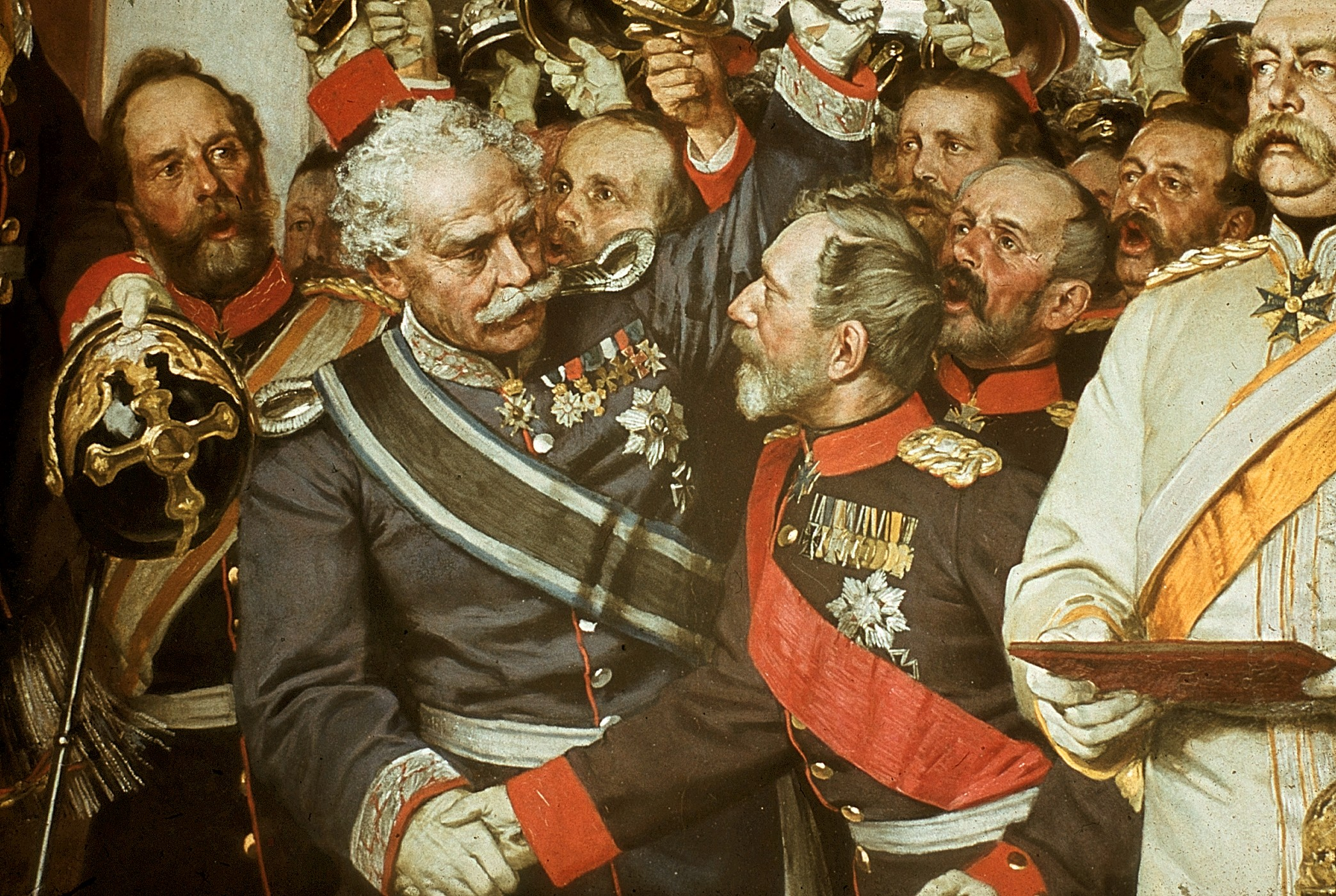
巴伐利亚的雅各布·冯·哈特曼和普鲁士的萊昂哈特·馮·布盧門塔爾，象征南北德的团结
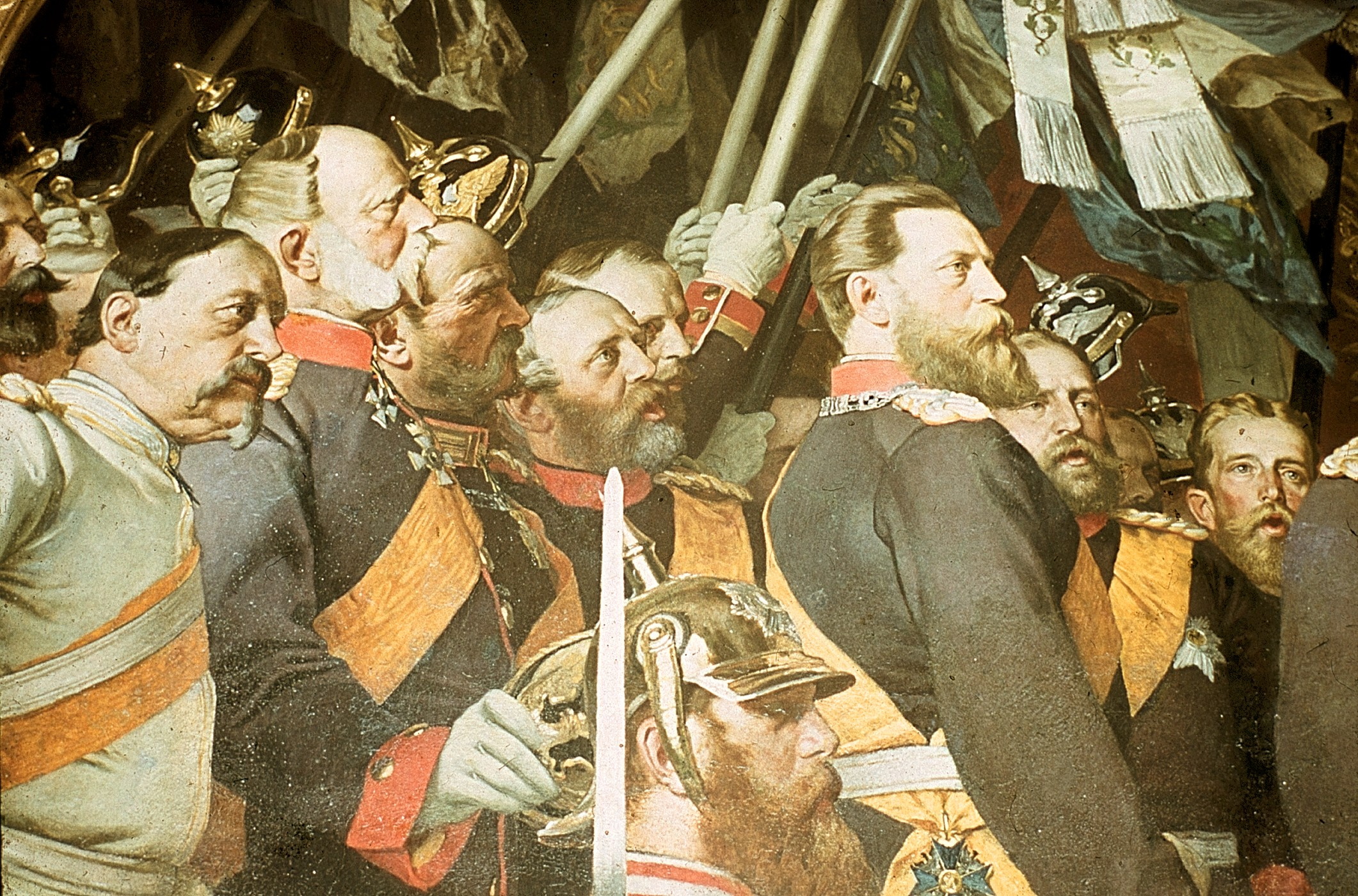
腓特烈王子